# Jurij Gregorc
Jurij Gregorc, slovenski skladatelj in pedagog, * 12. marec 1916, Novo mesto, † 5. september 1986, Ljubljana.

## Življenjepis
V Ljubljani je študiral violino in kompozicijo. Bil je član opernega orkestra v Ljubljani in profesor harmonije na Akademiji za glasbo v Ljubljani.
Je avtor skladb za godala in klavirske literature.